# Acrocyon
Acrocyon is een uitgestorven buideldierachtige uit de familie Borhyaenidae van de Sparassodonta. Het was een carnivoor die tijdens het Mioceen in Zuid-Amerika leefde. 

## Fossiele vondsten
Fossielen van de typesoort Acrocyon sectorius zijn gevonden in de Santa Cruz-formatie in Argentinië. De afzettingen van deze formatie zijn 18 tot 16 miljoen jaar oud. A. riggsi is beschreven op basis van fossiel materiaal uit de Sarmiento-formatie van Gran Barranca in Argentinië, die uit de South American Land Mammal Age Colhuehuapian dateert. 

## Kenmerken
Acrocyon had met een geschat gewicht van ongeveer 29 kilogram het formaat van een buidelwolf. Knaagdieren, gordeldieren, kleine luiaards zoals Hapalops, hegetotheriiden en interatheriiden waren vermoedelijk de voornaamste prooidieren.